# Janjevo
Janjevo (albanska: Janjevë med böjningsformen Janjeva; serbiska: Јањево, Janjevo) är en ort i Kosovo. Den ligger i den östra delen av landet, 13 km sydost om huvudstaden Priština. Janjevo ligger 749 meter över havet och antalet invånare är 2 137.
Terrängen runt Janjevo är kuperad österut, men västerut är den platt. Terrängen runt Janjevo sluttar västerut. Runt Janjevo är det ganska tätbefolkat, med 222 invånare per kvadratkilometer. Närmaste större samhälle är Priština, 12,9 km nordväst om Janjevo. Trakten runt Janjevo består till största delen av jordbruksmark.